# 아야사키 하야테
아야사키 하아테(일본어: 綾崎 颯, 綾崎ハヤテ)는 만화 및 이를 원작으로 하는 애니메이션 《하야테처럼!》에 등장하는 가공의 인물이자, 작품의 주인공이다. 애니메이션판 성우는 시라이시 료코이다. 대한민국에서는 애니맥스에서 방영했으며 성우는 양정화이다.

## 프로필
- 생일 : 1988년 11월 11일
- 나이 : 16세
- 키 : 168 cm
- 몸무게 : 57 kg (체지방율 10%대)
- 혈액형 : A형
- 좋아하는 것/특기 : 바이올린,서바이벌 (어디서든 살아남을 수 있다.)
- 싫어하는 것/약점 : 여자 아이

## 인물
아야사키가의 차남. 가족 구성은 어머니, 아버지, 형 (모두 행방불명). 부모님이 모두 놀기만 좋아하는 무직상태라 생활비를 벌기 위해 나이를 속이고 아르바이트를 해왔다. 부모님은 하야테가 사기를 치는 걸 돕게 하는 등, 비참한 가정환경에서 자라게 했다. 하야테라는 이름은 ‘빚쟁이로부터 질풍(하야테)처럼 도망가는 강한 아이로 자랐으면 좋겠다’라는 이유로 지어졌다.
2004년(애니메이션에선 200X년). 크리스마스 이브에 부모님이 하야테에게 1억 5680만 4000엔의 빚을 남기고 도망가, 야쿠자에게 쫓기게 된다. 소지금도 12엔밖에 없던 하야테는 공원에 있던 나기를 납치하기 위해 말을 걸었지만, 나기는 이를 사랑의 고백으로 오해. 나기의 힘을 받아 빚쟁이 집사로 고용이 된다. 빚은 나기가 인수해 40년간 집사로 일해야 한다.
그밖에도 와타루의 렌탈 비디오점에서 하야테의 아버지가 하야테의 얼굴 사진으로 비디오를 빌려, 연체료 158만 엔을 물어내게 되었지만, 비디오를 변상하는 일로 해결되었다. 스스로 학교에 등록비를 벌어 다녔었지만, 부모님은 행방불명 직전 학교에 들려 등록비를 환불해 갔다.
그 후 하쿠오 학원에 진학 시험을 치르지만 1점 차이로 실격. 하지만 마리아의 추천서로 가산점을 받아 합격(하야테처럼! 244화에서 합격 시켜준 사람이 하쿠오 학원 이사장인 텐노스 아테네라고 나온다) 하게 되었다. 전 도립 시오미 고등학교에선 성적이 좋았지만, 하쿠오에선 편입생이기 때문에 고득점을 획득해야 해 밤마다 공부에 돌입.

### 성격
평소에는 온화한 성격. 슬픔이나 분노를 노골적으로 드러내진 않는다. 자기 주장이 적으며 주위에 흘러가기 쉽다. 보통 수준의 행복이나 애정을 받지 못해 세상에 대해 매우 거칠어진 부분도 있다. 어려운 환경에서 자란 이유인지 남의 앞에서 이야기를 하는 부분에 자신 있고, 어떤 일이든 실수를 하지 않는다. 어릴적 아르바이트를 통해 익힌 가사일은 물론 독순술까지 사용할 수 있다.
평상시엔 오전 5시에 기상. 하지만 새벽 2시까지 집사일과 공부를 하는 관계로 하루 평균 수면은 3시간밖에 되지 않는다. 집사생활 이전부터 그런 식으로 살아왔기 때문에 아무렇지도 않은 듯하다.
이스미의 어머니 말로는 하야테는 나기의 어머니인 산젠인 유카리코와 닮았다고 한다. 나기도 온천에서 잠에 취했을 때, 하야테를 어머니로 착각했다. 나기가 하야테와 처음으로 만났을 때 하야테를 신용했던 이유도 이 때문인 것 같다.

### 용모
신체가 가녀리고 빈약해 보이는게 특징. 첫 대면의 사람들에게 ‘돈에 인연이 없을 것 같다’ 란 소리를 자주 듣는다. 하쿠오 학원의 교복과 집사복 모두 어울리며, 특히 여장도 매우 어울린다.

### 능력
다양한 아르바이트 때문인지 다채로운 기술과 초인적인 능력을 가지고 있다. 아르바이트의 예로선 마작 대타, 만화상 입상, 자전거 택배, 원양 어선 등.
집사일을 훌륭하게 수행하며 아가씨의 약점과 좋아하는 것들도 모두 꿰뚫고 있다. 그외에도 독순술, 미행, 가사 등도 할 수 있지만 본인은 능력을 과신하지 않고 있다.
또한 차에 치여도 살 수 있을 정도로 튼튼한 몸을 소유하고 있으며 로봇도 이겨버릴 힘도 지니고 있다.

### B버튼 대시 어택!
하야테는 일류집사의 필살기로 ‘질풍(하야테)처럼!’ 이란 기술을 가지고 있었다. 수녀님의 로봇에 붙잡힌 나기 아가씨를 구할 때 처음으로 사용하였으며, 체력 소모가 크다. 10권에서 필살기의 화신 마스터 페스트가 필살기 이름을 B버튼 대시 어택으로 개명했지만 하야테 본인은 기술 이름을 납득 하지 않고 있다. 덧붙여 마스터 페스트는 목도 마사무네로 인해 파괴되었다. 필살기의 단점은 가까이 있는 여자의 치마가 뒤집혀 질 정도의 강한 바람이 분다는것.

## 대인 관계
강해서 의지가 되고 상냥한 성격과 외모로 인해 나기를 포함해 주변 여성들에게 호의감을 받고 있다. 하지만 타인의 정에 둔한 성격 탓인지 나기, 히나기쿠, 이스미, 이즈미에게 사랑을 받고 있지만, 본인은 정작 깨닫지 못하고 있다.
연하의 여성은 연애 상대가 되지 않는다고 생각하고 있으며, 이스미가 ‘하야테씨를 좋아하니까요’라고 말한것을 단순히 ‘아이들에게 사랑받기 쉬운 체질이구나’라고만 생각하고 있다. 비교적 스타일이 좋은 사쿠야에게도 아무런 반응을 보이지 않는다.

## 아야사키 헤르미온느
하야테의 여장은 1권부터 여러번 나온 적이 있었다. 하쿠오 학원 축제때에 걸린 저주로 인해 강제로 여장 당해버렸고, 코테츠가 이를 보고 한눈에 반하고 만다. 이때 하야테는 가명으로 ‘아야사키 헤르미온느’를 사용했다. 하야테의 여장 모습은 수많은 팬들 (주로 20대 남성)을 만들어냈다.
하야테 본인은 여장을 꺼려하며, 여장 상태에선 왠지 모르게 약한 모습을 보인다. 이 점 때문인지 여장 상태의 하야테를 보고 나기, 마리아도 동요하고 크라우스와 타마는 한눈에 반하게 된다.